# Xian de Nanxi
Le xian de Nanxi (南溪县 ; pinyin : Nánxī Xiàn) est un district administratif de la province du Sichuan en Chine. Il est placé sous la juridiction de la ville-préfecture de Yibin.

## Démographie
La population du district était de 407 746 habitants en 1999.